# Lola (énekesnő)
Lola (eredeti nevén Korsós Judit) (Hatvan, 1988. augusztus 14. – ) magyar énekesnő, műsorvezető.

## Élete
Lola hétéves korától (1995) énekel. Zongorázni tanult és öt évig szolfézsra járt. 1996-ban Lengyelországban lépett fel először közönség előtt egy nemzetközi gyermekfesztiválon. Saját kategóriájában 2. helyezést ért el. A Magyar Rádió által több külföldi zenei versenyre is kijutott (például Montenegró, Szlovénia, Bosznia-Hercegovina, Szerbia).
1998-ban az Atlétikai Európa Bajnokságon a Népstadionban 50 000 ember előtt ő énekelte a himnuszt.
A Magneoton kiadó előszerződtetett művésze.

## Zenei karrier
2005-ben az Eurovíziós Dalfesztivál magyarországi nemzeti döntőjén mutatkozott be először Szerelem című dalával, ahol az ötödik helyen végzett.
Lola néven a legelső albuma 2006 márciusában jelent meg Álomtánc címmel.
2006 júniusában minden hazai zenei díjkiosztón az év énekesnője kategóriában a jelöltek között volt, amit meg is nyert. A VIVA Comet egy közönségdíj, ahol két előadói kategóriában is jelölték. Végül ő nyerte a Legjobb új előadó díjat 17 évesen. (A hazai Comet történetében a legfiatalabbként.) Ezen kívül abban az évben Lola nyerte a Popcorn, a Jetix TV, és a Bravo Otto Év énekesnője közönség díjakat is.
2007 márciusában jelent meg második albuma "Élj a mának!" címmel. 2007-ben megkapta az Év énekesnője kategóriában a Bravo Otto szobrot, illetve megkapta a VIVA Comet Év női előadója címért járó díjat.
2008-ban megjelent Lola harmadik albuma Lola 3 címmel. Ezen az albumon rock dalok hallhatóak.
A Magyar Televízió által szervezett 2008-as Eurovíziós Dalfesztivál magyarországi elődöntőjén is részt vett, a Legszebb nap című dalával, ahol tizenkilenc ponttal, a hatodik helyen végzett. Magyarországot végül Csézy képviselte a belgrádi versenyen.
2009-ben Lola megnyerte harmadik Viva Comet gömbjét, ezúttal is a Legjobb énekesnő kategóriában. Lola Mozdulj már című száma bekerült a híres Sims(TM) játéksorozat egyik részébe, Sim-nyelv-en. Lola jó kapcsolatot épített ki a játék kiadóival (EA), számos új kiegészítő bemutatóján megjelent.
2010-ben Lolát felkérte egy közös szám erejéig Sztevanovity Krisztián (művésznevén Symbien), a Vision együttes extagja, aki korábban Lola első, Álomtánc című albumának egyik producere volt. 2010. március 26-án jelent meg a Callin' című videóklip. (Calling-ra utal a cím.) A szám érdekessége, hogy Lola eddigi stílusaitól teljesen eltérően a Callin egy dance szám. A klip premierjével egy időben újult meg Lola hivatalos oldala, szimbolizálva az ő megújulását is.
2010 októberében összeállt John the Valiant-tal, és megszületett Another Day című közös daluk.
2010 decemberében megjelent a Benned élek című dala, amelyhez videóklip is készült.
Hamarosan negyedik MP4 lejátszón jelentek meg új dalok.
2011 szeptemberében új klip látott napvilágra a Más lettél című dalból, ami az MP4 lejátszón szintén megtalálható.
2012-ben ő énekelte a Merida, a bátor című animációs film betétdalának magyar változatát. A dal címe: Lelkem száll. A dalhoz készült videóklipet Lengyelországban forgatták. Ez év nyarán megjelent a Túl a falakon című dalához készített videóklipje is.
2013 novemberében A szerelem ég elnevezésű új klipes daláról az interneten keresztül mutatta meg a klipet. A zenét alapvetően Symbien készítette, elektromos gitárral tarkított dance-pop szerzemény. 
2014. március 16-án a Nóta TV-n debütált az Árnyék című új dala, ami valójában egy feldolgozás Romina Mamo Addictive című dala alapján.
2014 novemberében Méz a kés hegyén címmel újabb dalt jelentetett meg Lola. Az új dallal immáron ténylegesen visszatért a zenekaros formációkhoz és a Méz dal nosztalgikus kikacsintásként újra egy rock-szerzemény, azonban ezt követően – több zenekaros csapattal váltakozva – fél-akusztikus vegyes indie-stílusra váltott. Ezzel tulajdonképpen összevegyítette minden eddigi stílus-korszakát.
2015 márciusában Lola felkérést kapott a Leukémiás Gyermekekért Alapítványtól, hogy új kampányukhoz készítsen egy klipes dalt. A dal címe: Így van jól. Lola 2015. április 9-én a 10. jubileumának alkalmából MR2 Akusztik koncertfelvételen vehetett részt.
2016. február 20-án a Duna SzerencseSzombat című műsorában debütált a Viadal című dala, amelyet a későbbiekben Kozma Orsolya Szívgyógyító címmel átdolgozott. 2016 tavaszán újabb dalt adott ki Sose vagy egyedül címen, majd novemberében újra részt vett egy Akusztik koncertfelvételen, ezúttal a két gitárosával és saját maga által meghívott zenészekkel együtt lépett fel. Decemberben videóklippel jelentkezett a Beléd szerettem című dalhoz. A videóklip először 2016. november 29-én került részleges bemutatásra a TV2 Mokka című műsorában.
2017 decemberében új videóklippel jelentkezett, amely a Telihold című dalához készült. 2018 decemberében ismét új videóklipet jelentetett meg Valahol címen. 
2019 októberében megjelent Zajt akarok című kislemeze, amelyhez decemberben videóklip is készült.
2022 júniusában ő énekelte fel 1AM és Eckü Már vagy egy perce című dalát.
2023 novemberének végén kiadta Bélyeg című dalát.

## Műsorvezetőként
2017-ben az M2 Petőfi TV Én vagyok itt című műsorának egyik műsorvezetője lett. A Dal 2019 eurovíziós nemzeti dalválasztó show kísérőműsorát vezette Forró Bencével a Dunán, majd 2019 augusztusától Lola kicsi konyhája címen saját főzőműsora futott az M2 Petőfi TV-n.
2020. április 25-től a Szerencsejáték Zrt. Dunán sugárzott szombati sorsolási műsorának, a SzerencseSzombatnak a műsorvezetője, ahol augusztus 15-ig a szülési szabadságon lévő Mák Katát helyettesítette, augusztus 22-én Kisó helyét vette át.
A Dal 2020 és 2021 tehetségkutató kísérőműsorának volt a házigazdája Forró Bencével a Dunán.
2023 szeptemberének végén elhagyta az M2 Petőfi TV-t, 2024. május 11-én pedig a Dunán sugárzott SzerencseSzombat című műsortól is elbúcsúzott, ezzel Lola végleg búcsút intett az egész közmédiának. Az ő helyét a műsorban Tótfalusi Fanni vette át.

## Diszkográfia

### Albumok
| Év   | Album                                        | Legmagasabb helyezés                   | Minősítés |
| Év   | Album                                        | MAHASZ Top 40 album- és válogatáslemez | Minősítés |
| ---- | -------------------------------------------- | -------------------------------------- | --------- |
| 2006 | Álomtánc - Megjelenés: 2006. március 3.      | 19                                     |           |
| 2007 | Élj a mának! - Megjelenés: 2007. március 19. | 12                                     |           |
| 2008 | Lola 3 - Megjelenés: 2008. november 13.      | -                                      |           |
| 2010 | Lola MP4 - Megjelenés: 2010. december        | -                                      |           |

### Kislemezek
| Év   | Kislemez             | Album                  |
| ---- | -------------------- | ---------------------- |
| 2005 | Álomtánc             | Álomtánc               |
| 2006 | Hallja meg a világ!  | Álomtánc               |
| 2006 | Titokban álmodoztunk | Álomtánc               |
| 2007 | Élj a mának!         | Élj a mának!           |
| 2007 | Mozdulj már          | Élj a mának!           |
| 2007 | Baby I Don’t Care    | Élj a mának!           |
| 2007 | Ünnepelj ma velünk   | Élj a mának!           |
| 2008 | Ne szólj             | Lola 3                 |
| 2008 | Add fel              | Lola 3                 |
| 2009 | Mama                 | Lola 3                 |
| 2009 | Féktelen éj          | Lola 3                 |
| 2010 | Benned élek          | Lola MP4               |
| 2011 | Más lettél           | Lola MP4               |
| 2012 | Lelkem száll         | Nem jelent meg albumon |
| 2012 | Túl a falakon        | Nem jelent meg albumon |
| 2013 | A szerelem ég        | Nem jelent meg albumon |
| 2014 | Árnyék               | Nem jelent meg albumon |
| 2014 | Méz a kés hegyén     | Nem jelent meg albumon |
| 2015 | Így van jól          | Nem jelent meg albumon |
| 2016 | Viadal               | Nem jelent meg albumon |
| 2016 | Sose vagy egyedül    | Nem jelent meg albumon |
| 2016 | Beléd szerettem      | Nem jelent meg albumon |
| 2017 | Telihold             | Nem jelent meg albumon |
| 2018 | Valahol              | Nem jelent meg albumon |
| 2019 | Zajt akarok          | Nem jelent meg albumon |
| 2023 | Bélyeg               | Nem jelent meg albumon |

#### Közreműködés
- 2008 – Tiszta fejjel projekt – Tiszta fejjel
- 2010 – Symbien feat. Lola – Callin
- 2010 – Viva Comet Allstars – Ha zene szól
- 2010 – John the Valiant feat Lola – Another Day
- 2022 – 1Am & Eckü feat. Lola – Már vagy egy perce

#### Slágerlistás dalok
| Év                        | Dal                  | Legmagasabb helyezés | Legmagasabb helyezés   | Legmagasabb helyezés | Legmagasabb helyezés | Legmagasabb helyezés         | Legmagasabb helyezés | Album        |
| Év                        | Dal                  | VIVA Chart           | MAHASZ Editors' Choice | MAHASZ Rádiós Top 40 | MAHASZ Dance Top 40  | MAHASZ Single (track) Top 10 | EURO 200             | Album        |
| ------------------------- | -------------------- | -------------------- | ---------------------- | -------------------- | -------------------- | ---------------------------- | -------------------- | ------------ |
| 2005                      | Álomtánc             | 6                    | 22                     | 24                   |                      |                              |                      | Álomtánc     |
| 2006                      | Hallja meg a világ   | 1                    | 5                      | 9                    |                      | 3                            | 180                  | Álomtánc     |
| 2006                      | Titokban álmodoztunk | 2                    | 15                     | 15                   |                      |                              | 126                  | Álomtánc     |
| 2006                      | Élj a mának!         | 1                    |                        | 23                   |                      |                              |                      | Élj a mának! |
| 2007                      | Mozdulj már          | 1                    |                        |                      |                      |                              |                      | Élj a mának! |
| 2007                      | Baby I Don't Care    | 4                    |                        |                      |                      |                              |                      | Élj a mának! |
| 2007                      | Ünnepelj ma velünk   | 21                   |                        |                      |                      |                              |                      | Élj a mának! |
| 2008                      | Ne szólj             | 1                    |                        |                      |                      |                              | 148                  | Lola 3       |
| 2008                      | Add fel              | -                    |                        |                      |                      | 4                            |                      | Lola 3       |
| 2009                      | Mama                 | 4                    |                        |                      |                      |                              |                      | Lola 3       |
| 2009                      | Féktelen éj          | 2                    |                        |                      |                      | 2                            |                      | Lola 3       |
| 2010                      | Benned élek          | 2                    |                        | 19                   |                      |                              |                      |              |
| Közreműködés kislemezeken |                      |                      |                        |                      |                      |                              |                      |              |

| Év                  | Kislemez                    | Legmagasabb helyezés | Legmagasabb helyezés   | Legmagasabb helyezés | Legmagasabb helyezés | Legmagasabb helyezés         | Legmagasabb helyezés | Album |
| Év                  | Kislemez                    | VIVA Chart           | MAHASZ Editors' Choice | MAHASZ Rádiós Top 40 | MAHASZ Dance Top 40  | MAHASZ Single (track) Top 10 | EURO 200             | Album |
| ------------------- | --------------------------- | -------------------- | ---------------------- | -------------------- | -------------------- | ---------------------------- | -------------------- | ----- |
| 2008                | Tiszta fejjel               | 25                   |                        |                      |                      |                              |                      |       |
| 2010                | Callin (Symbien feat. Lola) | 1                    | 39                     |                      |                      |                              |                      |       |
| 2010                | Ha zene szól                | 1                    |                        | 2                    |                      |                              |                      |       |
|                     |                             | Összesítés           |                        |                      |                      |                              |                      |       |
| 1. helyezett számok | 1. helyezett számok         | 6                    |                        |                      |                      |                              |                      |       |
| Top 10-be bekerült  | Top 10-be bekerült          | 12                   | 1                      | 2                    |                      | 3                            |                      |       |
| Top 40-be bekerült  | Top 40-be bekerült          | 14                   | 4                      | 6                    |                      | 3                            |                      |       |

## Elismerések és díjak

### 2006
- Jetix TV – Az év énekesnője
- Popcorn díj – Kedvenc magyar énekesnő
- VIVA Comet – Legjobb új előadó
- VIVA Comet – Legjobb szóló előadó (jelölés)
- Bravo Otto – Az év női előadója

### 2007
- Bravo Otto – Az év női előadója
- VIVA Comet – Legjobb női előadó
- Story Ötcsillag-díj – Az év internetsztárja

### 2008
- Popcorn sztárválasztás – Kedvenc magyar énekesnő
- Bravo Otto – Az év női előadója
- Bravo Otto – A év albuma (Élj a mának)

### 2009
- VIVA Comet – Legjobb női előadó
- Bravo Otto – Az év női előadója
- Bravo Otto – Az év albuma (Lola 3) (jelölés)

### 2010
- VIVA Comet – Legjobb női előadó (jelölés)
- VIVA Comet – Legjobb videóklip (Callin) (jelölés)
- Bravo Otto – Az év női előadója (jelölés)
- Bravo Otto – Az év videóklipe (Féktelen éj) (jelölés)

### 2011
- Viva Comet – Legjobb női előadó (jelölés)
- Bravo Otto – Az év női előadója (jelölés)
- Bravo Otto – Az év videóklipe (Benned élek) (jelölés)

### 2012
- Transilvanian Music Awards – Különdíj

## Színészi karrier
Lola két héten keresztül az RTL Klub Barátok közt című sorozatában szerepelt. A sorozatban önmagát alakítja, egy fiatal énekesnőt, aki megjelenésével alaposan felforgatja a Mátyás király tér fiataljainak életét.